# Ratusz w Chorzowie
Ratusz w Chorzowie – ratusz wybudowany w latach 1874–1876, przebudowany w latach 1927–1929 przy Rynku w Chorzowie-Centrum, wpisany do rejestru zabytków nieruchomych województwa śląskiego.

## Historia

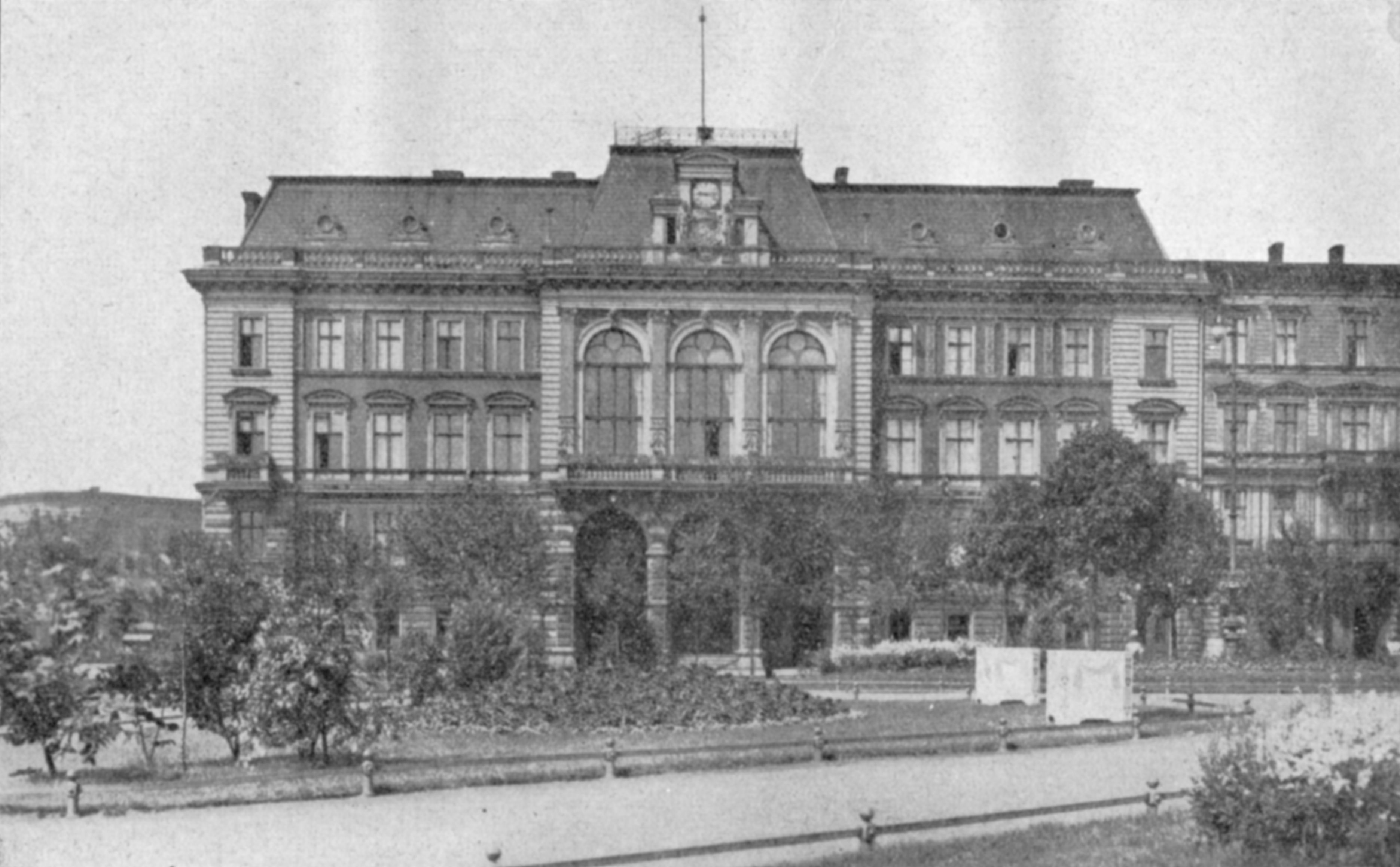
Ratusz przed 1928 rokiem

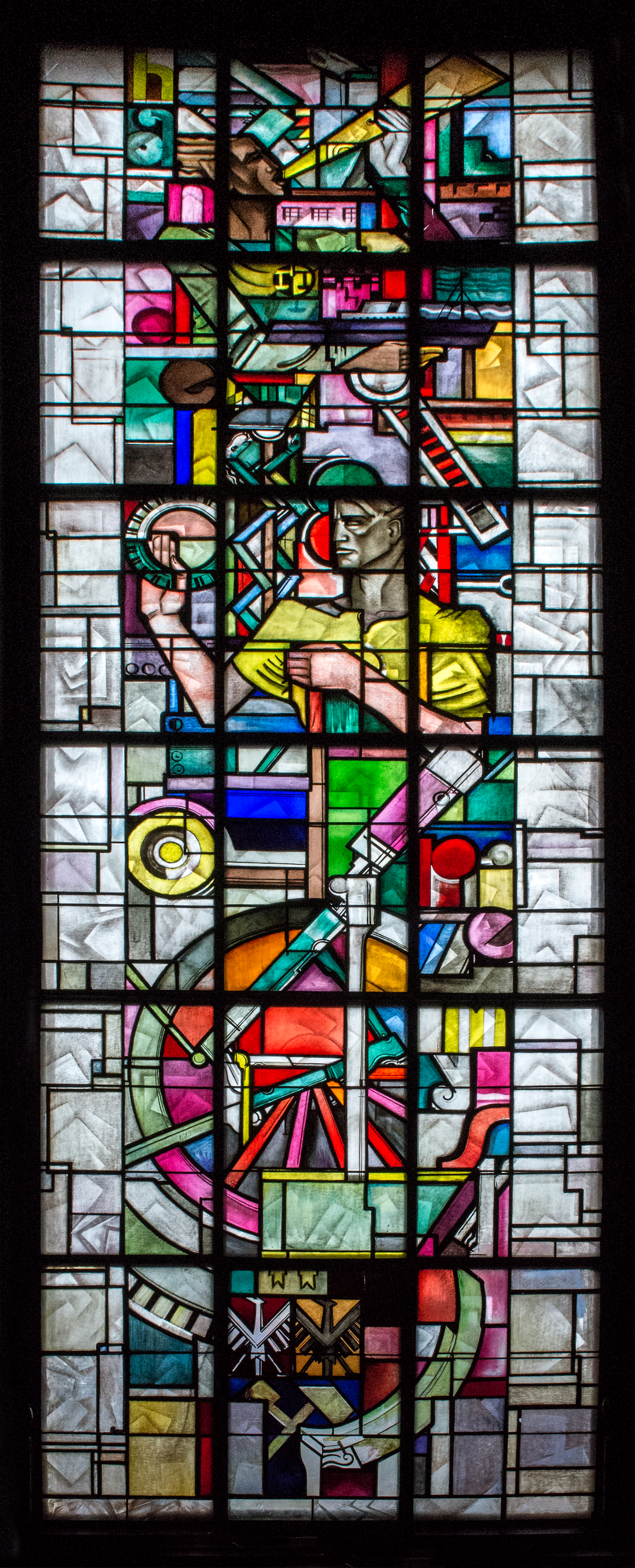
Witraż w oknie sali obrad Rady Miasta, projekt: Jan Piasecki

Obiekt został wybudowany na potrzeby założonego w 1868 roku miasta Królewska Huta (Königshütte) w latach 1874–1876 za kwotę 200 tys. marek według projektu miejscowego budowniczego Bennona Groetschela, który został ukończony w 1873 roku. Znajdowały się w nim biura urzędowe i Królewski Urząd Stanu Cywilnego.
W latach 1927–1929 budynek został poddany przebudowie i rozbudowie, zgodnie z projektem Karola Schayera i Witolda Eysymontta. Powstało wówczas nowe skrzydło przy obecnej ul. Jagiellońskiej oraz dobudowano wieżę, zmieniono wygląd wnętrz i elewacji zewnętrznej.  
Budynek stanowi obecnie siedzibę prezydenta Chorzowa i Urzędu Miasta Chorzów.

## Architektura
Budynek pierwotnie wzniesiony w stylu historycznym z elementami neorenesansowymi i manierystycznymi. Na drugim piętrze była sala obrad dla radnych o charakterze reprezentacyjnym, którą poddano gruntownej renowacji w  latach 1927–1929. Ściany licowano zielonym marmurem, wykonano nowy strop kasetonowy, wstawiono nowe siedziska i stół prezydialny. W otwory okienne osadzono trzy prostokątne witraże o wymiarach 640 na 215 cm z alegoriami hutnictwa, handlu i przemysłu oraz górnictwa. Jako przykład stylistyki art déco witraże te należą do światowego dziedzictwa kulturalnego.
W końcu 1929 r., magistrat Królewskiej Huty ogłosił konkurs na wykonanie witraży do reprezentacyjnej sali posiedzeń, na który wpłynęło sześć projektów plastycznych: Jana Piaseckiego, Ludwika Konarzewskiego, Jana Wałacha oraz trzy projekty Zofii Leśniakówny. Pierwotnie wybrano projekt Leśniakówny, ale na wniosek projektanta budynku, inżyniera Schayera, przy aprobacie pierwszego prezydenta Chorzowa, Wincentego Spaltensteina, wytypowano projekt Piaseckiego. Witraże: Górnictwo, Handel i Przemysł oraz Hutnictwo wykonał Krakowski Zakład Witrażów S.G. Żeleński.